# عزلة حوامرة (تعز)

تعديل مصدري - تعديل

عزلة حوامرة هي إحدى عزل مديرية ماوية في محافظة تعز اليمنية ويبلغ تعداد سكانها 4452 نسمة حسب التعداد السكاني في اليمن لعام 2004.